# Jazz Festival in Tallinn 1967
Das Jazz Festival in Tallinn 1967 war ein Jazzfestival im sowjetisch-estnischen Tallinn vom 11. bis 14. Mai 1967. Damals gehörte die Stadt zur Sowjetunion. „Das Festival von 1967 wurde zum Höhepunkt des bisherigen Jazzlebens in Estland.“ Auf dem Festival traten mehrere Gruppen aus dem Ausland auf, darunter das Charles Lloyd Quartett, das Avantgarde Jazz spielte und damals Hoffnungen auf eine Öffnung der Sowjetunion gegenüber westlichen Einflüssen nährte, was bald darauf wieder von sowjetischer Seite gestoppt wurde, die diese Öffnung als Bedrohung sah. Der moderne Jazz in der Sowjetunion ging danach wieder in den Untergrund.

## Geschichte

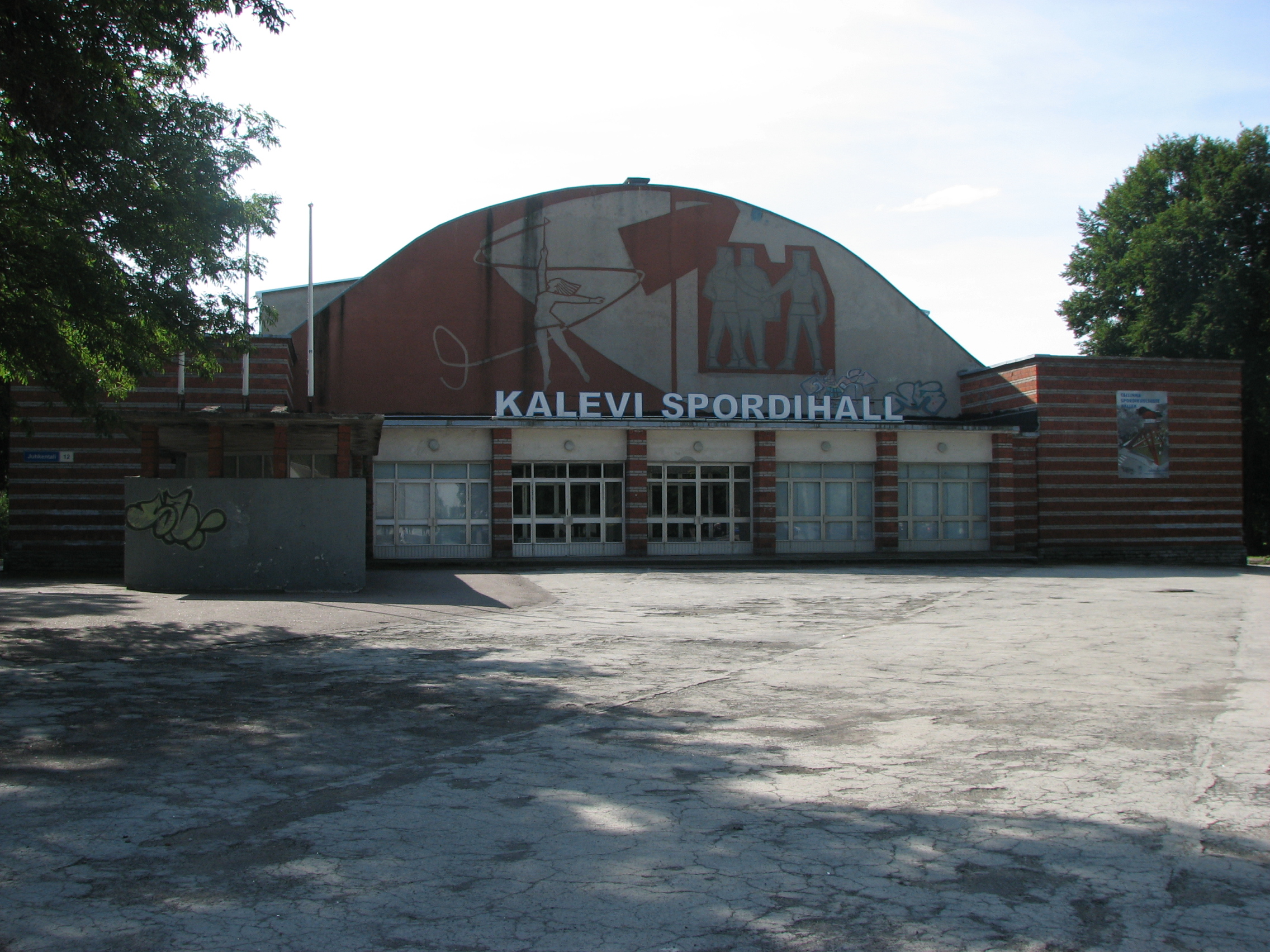
Die Kalevi spordihall, eingeweiht 1962, Auftrittsort des Jazzfestivals

Ab Mitte der 1960er Jahre gab es einen Aufschwung von Jazz-Festivals in der Sowjetunion außer in Tallinn in Leningrad, Moskau und anderswo. Ein größeres Jazzfestival hatte es in Tallinn schon 1966 gegeben und davor, seit der Lockerung der sowjetischen Bestimmungen nach dem Weltjugendfestival 1957. Uno Naissoo war der Initiator des Tallinner Jazzfestivals. Diese „Jazzfestivals lockten jedes Jahr viele Gruppen und Hörer aus der Sowjetunion nach Estland, und Tallinn wurde unter Musikern als Jazz-Hauptstadt der Sowjetunion bekannt.“ Bereits 1966 spielten zwei Bands aus dem Ausland, das Helsinki-Quartett und das Trio von Jan Johansson aus Stockholm.
Das Festival von 1967 war mit fünf ausländischen Gruppen „ein internationales Ereignis“ – darunter das Quartett von Zbigniew Namysłowski mit Adam Makowicz aus Polen, aus Schweden das Septett von Arne Domnerus und das Kurt Järnberg Quintet (aus Gävle), aus Finnland Erik Lindström (1922–2015) und das Heikki Laurila Trio aus Helsinki und als Höhepunkt aus den USA das Quartett von Charles Lloyd.
Von der sowjetischen Jazz-Musikern war fast jeder bekannte Musiker da, außer Roman Kunsman und Gennadi Golstein. Es traten 175 Musiker (28 Bands) aus der ganzen Sowjetunion auf, unter anderem Vaqif Mustafazadə, Wladimir Wittich (Vittikh), der Pianist Anatoli Kroll mit seinem Tula Quartett, und der aserbaidschanische Pianist Rafiq Babajew (1937–1994). Wittich und Babajew waren schon auf dem Festival 1966 vertreten. Babajew erntete viel Erfolg mit seiner Mischung von Jazz und aserbaidschanischer Folklore (Mugham), der Pianist Wittich aus der Jazz-Avantgarde von Nowosibirsk war Anhänger des Third Stream, was in der Sowjetunion auf mehr Widerstand stieß.
Aus der Litauischen Sozialistischen Sowjetrepublik kam der sowjetische Pianist Wjatscheslaw Ganelin (der damals in Vilnius studierte) mit seinem Trio. Auch der damals 16-jährige Pianist Tõnu Naissoo aus Tallinn nahm mit seinem Trio teil. Es trat auch ein Vokalensemble unter Heinrich Zarch auf in der Art der Swingle Singers.
Das Festival ermöglichte es ausländischen Beobachtern sich vom hohen Standard sowjetischer Jazzmusiker zu überzeugen. Von besonderer Bedeutung war die Nähe von Leningrad mit seiner Jazzszene (dort war auch das einzige Konservatorium in der Sowjetunion, in dem Jazz unterrichtet wurde).
Es gab auch eine Jazzparade, angeführt von der Leningrader Dixieland Band. Über das Festival wurde in Radio und Fernsehen, von Reuters, CBS und BBC berichtet. Das estnische Fernsehen nahm alle Konzerte auf. Es gab Partys und Bälle (kurz zuvor fand ein internationales Tanzfest in Tallinn statt, von dem auch noch Besucher da waren). Es gab Jamsessions und Diskussionen. Das Festival wirkte auf viele sowjetische Musiker wie eine Befreiung und hinterließ nachhaltige Wirkung.

## Auftritt des Charles Lloyd Quartetts
Auf estnischer Seite war an der Einladung von Lloyd und seiner Band unter anderem der Kulturbeauftragte von Tallinn, Heinrich Schultz, beteiligt, ein Baltendeutscher, der im Zweiten Weltkrieg in der Roten Armee kämpfte. Nach dem Festival wurde er seiner Aufgabe als Kulturbeauftragter entbunden. Im Vorfeld hatte Tourmanager George Avakian erhebliche Probleme mit offiziellen Stellen zu überwinden, um Lloyds Auftritt zu ermöglichen. Die Gruppe „besaß keine von den höheren Parteiinstanzen genehmigte Einladung, stand nicht im angekündigten Programm und wartete tagelang auf eine Auftrittsmöglichkeit. Als die Situation durch den Druck der vielen ausländischen Journalisten zum internationalen Skandal heranzuwachsen drohte, bewilligte das örtliche Zentralkomitee der KP dem Quartett zähneknirschend einen fünfzehnminütigen Auftritt.“ Der Auftritt des Quartetts wurde so enthusiastisch vom Publikum begrüßt, dass Lloyd „zur Freude des Publikums vierzig Minuten lang“ spielte. Lloyd beschrieb seinen Auftritt im Down Beat mit den Worten: “I played my experience from Memphis up to then... There was so much stress leading up to it that it exploded” („Ich durchlebte musikalisch meine Erlebnisse von Memphis bis heute... Da baute sich so viel Spannung auf, dass es explodierte“). Dem Auftritt folgten über 8 Minuten Standing Ovations des Publikums. Die sowjetischen Offiziellen deckten das Schlagzeug ab, um Zugaben zu verhindern und unterbrachen für eine halbe Stunde das Festival.
Das Konzert brachte es auf die erste Seite der The New York Times und schaffte es auch ins Time Magazine. Das Quartett trat danach auch in Moskau und Leningrad auf. Während beim Auftritt im Haus der Kultur der Lebensmittelindustrie in Leningrad (Prawda Straße) die Direktorin aus Angst vor Repressalien den Auftritt verweigerte (sie konnten allerdings spät abends noch in einem lokalen Jazz-Café spielen) konnten sie in Moskau im Molodeschnoe Café spielen und anschließend auf Jamsessions und Partys mit russischen Jazzmusikern. Sie waren damals auf dem Höhepunkt ihres Erfolgs und tourten im Auftrag des State Department in Ostasien und in Europa. 2013 wurde Charles Lloyd für seinen bahnbrechend wirkenden Auftritt in Tallinn 1967 auf der Jazzkaar von estnischer Seite ausgezeichnet.

## Mitschnitte
Zum Festival erschien auch 1967 eine Platte in der Sowjetunion (ohne Lloyd) bei Melodia. Der Auftritt von Lloyd mit seinem Quartett (Charles Lloyd, Tenorsaxophon, Flöte, Keith Jarrett, Klavier, Jack DeJohnette, Schlagzeug, Ron McClure, Bass) am 14. Mai in der Kalevi spordihall in Tallinn erschien auch als Charles Lloyd in the Soviet Union (Atlantic Records 1967).

## Wirkung
Die Ereignisse des Festivals als Symbol der kurzzeitigen Tauwetterperiode in den 1960er Jahren in der Sowjetunion schilderte der russische Schriftsteller Wassili Pawlowitsch Aksjonow. Weil der stürmische Erfolg von Lloyds Quartett und die Öffnung für ausländische Einflüsse die sowjetische Obrigkeit störte, ließ „die Konsequenz … nicht lange auf sich warten. Das Festival wurde von oben verboten – für immer, wie es damals schien.“
Erst ab 1990 gab es in Tallinn wieder ein internationales Jazzfestival (Jazzkaar).

## Diskografie
- Melodija D 020843-44:[21]
  - Vladimir Vittikh Combo Piece from Children’s Album (Igor Shirokov (Flügelhorn), Peter Panov (fl) Vladimir Zakharovich (ts), Vladimir Vittikh (p), Valeri Dvornikov (b), Sergey Belichenko (dr))
  - Zbigniew Namysłowski Quartet Summertime (Zbigniew Namyslowski (as), Adam Makowicz (p), Roman Dyląg (b), Czesław Bartkowski (dr))
  - Erik Lindström Quintet: Improvisation on a Finnish Folktune (Pekka Poyry (as), Matti Konttinen (p), Heiki Caurila (el-g), Erik Lindström (b), Matti Koskiala (d))
  - Vladimir Zakharov Quintet Oleo (Vladimir Zakharov (as), Vadim Horowitz (p), Victor Ivanov (g), Oleg Kichigin (b), Alexander Tsigalnitsky (dr))
  - Rafik Babayev Quartet The Mountaineer’s Song (Rafik Babayev (p), Yuri Sardarov (g), Albert Hodja-Bagirov (b), Arkadi Dadashian (dr))
  - Arne Domnerus The Midnight Sun Will Never Set
  - Anatoli Kroll Quintet Locomotion (aus einer dreiteiligen Suite) (Alexander Pishchikov (ts), Anatoli Kroll (p), Sergej Martynov (b), Yuri Gendbachyov (d))
  - Wagif Mustafa-Zade Tallinn w Maje (Tallinn im Mai) (Wagif Mustafa-Zade (p) Andrei Geworgjan (b) Felix Schabsis (dr))
- Melodija D020845-46
  - KM Quartet The Song (Vladimir Sermakashev (ts) Vagif Sadykhov (p), Andrej Yegorov (b), Vladimir Amatuni (dr))
  - Kurt Järnberg Quintet Calmness (Kurt Järnberg (tp, tb), Roland Keijser (ts), Thomas Jutterstroöm (p), Kurt Anderson (b), Leif „Gus“ Dahlberg (dr))
  - Zvjozdovka Quartet Khorovod (Gunnar Rosenberg (tp), Uldis Stabulnieks (p), Valdis Eglitis (b), Dzintar Bekeris (dr))
  - Tonu Naissoo Super C Super Ut (Tonu Naissoo (p), Yuri Plisnik (b), Eyno Tandre (dr))
- Charles Lloyd Quintet: Days and Nights Waiting, Sweet Georgia Bright, Love Song to a Baby, Tribal Dance (Melodija 02084-4, alle auch auf Atlantic), mit Keith Jarrett, Ron McClure, Jack DeJohnette